# 汗明
汗明（?—?），战国末期楚国人物。
汗明去见春申君，等了三个月才得见。交谈完，春申君很高兴。汗明想再谈，春申君说自己已经了解先生，先生可以休息了。汗明问春申君圣明与尧相比怎么样。春申君说自己怎能与尧相比。汗明问自己与舜比怎么样。春申君说先生就是舜啊。汗明说君的贤能实不如尧，自己也比不上舜。以贤舜事圣尧，三年后才得相知，现在春申君顷刻间就了解自己，就是说春申君圣于尧而自己贤于舜了。春申君曰于是让门吏为汗先生登记客籍，五日一见。
汗明讲了千里马的故事。千里马老了，驾着盐车而上太行山。伸蹄弯腿，尾垂肤溃，口水流到地商，汗水交流，在半山挣扎，驾着车辕不能上山。伯乐遇到它。下车牵着它哭泣，解下麻衣盖在它身上。千里马低头喷气，仰天而鸣，声达长空，就像金石之声。它见到伯乐为知己。现在自己不肖，在州部穷巷生活，沉浸鄙俗时间久了，春申君不想涤除汗明的污秽，使汗明也能为君在高梁鸣屈吗。